# КС Флямуртари (Вльора)
Клюби Спортив Флямуртари Вльора (на албански: Klubi Sportiv Flamurtari Vlorë) е албански футболен клуб от град Вльора. Състезава се в Албанската суперлига. Играе домакинските си мачове на стадион „Флямуртари“.

## Успехи
- Суперлига:
  -  Шампион (1): 1990 – 91
- Купа на Албания:
  -  Носител (4): 1984 – 85, 1987 – 88, 2008 – 09, 2013 – 14
- Суперкупа на Албания:
  -  Носител (2): 1990, 1991

## Представяне в европейските клубни турнири
- Сезон 1985/86, Купа на носителите на национални купи – отпада в Първи кръг от ХЯК Хелзинки (Финландия) с резултати 1 – 2 и 2 – 3
- Сезон 1986/87, Купа на УЕФА – изиграва два велики мача срещу испанския гранд Барселона и е елиминиран след две равенства 1 – 1 и 0 – 0 по правилото за повече отбелязани голове на чужд терен.
- Сезон 1987/88, Купа на УЕФА – за първи път Флямуртари елиминира съперник в евротурнирите. Това става в първия кръг на турнира, където е отстранен сръбският гранд Партизан Белград 2 – 0 и 1 – 2. Във втория кръг Флямуртари преодолява Визмут Ауе (сега Ерцгебирге Ауе) от ГДР след 2 – 0 като домакин и 0 – 1 като гост. В третия кръг съперник е отново Барселона. В първия мач Флямуртари постига историческа победа с 1 – 0, но на реванша губи с 1 – 4 и отпада с общ резултат 2 – 4.
- Сезон 1988/89, КНК – елиминиран е в първия кръг от Лех Познан (Полша) с резултати 2 – 3 и 0 – 1.
- Сезон 1990/91, КНК – отново отпадане в първия кръг, този път от гръцкия ФК Олимпиакос (0 – 2 и 1 – 3)
- Сезон 1991/92, Шампионска лига – отпада от шведския шампион ИФК Гьотеборг след 1 – 1 като домакин и 0 – 0 като гост.
- Сезон 1996/97, Купа на УЕФА – отпада в квалификационния кръг от Хумене (Словакия)-0-2 и 0 – 1.

## Български футболисти
- Ангел Илиев: 2001/02
- Сашо Ангелов: 2001/02 - (12 мача - 1 гола
- Драгомир Драганов: 2011